# Catoche-fok
A Mexikói-öböl és a Karib-tenger szárazföldi határát jelző Catoche-fok (spanyolul: Cabo Catoche) a Yucatán-félsziget legészakibb pontja. Közigazgatásilag Quintana Roo állam Isla Mujeres községéhez tartozik.
Az első európaiak 1517. március 5-én, az Isla Mujeres sziget irányából hajón érkezve pillantották meg a fokot Francisco Hernández de Córdoba vezetésével. A helyi maják Cooten in huotoch! („Jöjjenek a házainkba!”) felkiáltásokkal hívták őket, ebből a kifejezésből ered a mai Catoche elnevezés is. A spanyolok azonban, csapdát sejtve, fegyveresen szálltak le a hajókról, és mint kiderült, igazuk volt: az erdőben az őslakók rájuk támadtak. Ezt a támadást sikerült visszaverniük, sőt, aranykincseket is zsákmányoltak és foglyul ejtettek két fiatal maját (Julianillónak és Melchorejónak nevezték el őket), akiket később tolmácsként használtak. A közelben álló maja városnak, gazdagságán elámulva a Gran Cairo nevet adták, majd folytatták hajóútjukat nyugati irányba, Campeche felé. Hamarosan a közelben épült fel a Boca Iglesia néven ismert katolikus templom, amely az első ilyen építmény volt egész Latin-Amerikában, de amelynek ma már csak romjai láthatók. A hely szárazföldi úton nem közelíthető meg, csak a víz felől.
A Catoche-foknál az 1930-as években világítótornyot építettek, ám 2013 novemberére ez tönkrement. A helyette épült új, modern tornyot 2015-ben avatták fel.